# گراهام (واشینگتن)
گراهام (به انگلیسی: Graham) یک منطقهٔ مسکونی در ایالات متحده آمریکا است که در شهرستان پیرس، واشینگتن واقع شده‌است. گراهام ۵۵٫۵ کیلومتر مربع مساحت و ۲۳٬۴۹۱ نفر جمعیت دارد و ۱۸۶ متر بالاتر از سطح دریا قرار دارد.